# Château de Bonnais
Le château de Bonnais est un château situé à l'est de la commune de Coust, dans le département du Cher, en France.

## Historique
On parle de Bonnay vers 1435.  Puis de Bonay en 1454, et en 1569 dans sa Description du Bourbonnois (p. 130). On trouve l'orthographe actuelle dès 1774. Il est cependant déjà fait référence d'un fief sous le nom de Bonayo en 1274. Au XIXe, Bernard Rey, membre du Conseil est propriétaire du château.

### Les Bonnais
Premiers propriétaires des lieux, leur trace remonte à 1274 quand Amisius de Bonayo épouse Benvenuta. Renulphus de Boneyo est seigneur en 1283. Arnoul de Bonay, maréchal de Berry, seigneur de Précy et Quantilly épouse Ysabeau de Sancerre vers 1384. En 1445, Pierre de Bonnay, seigneur de Précy et Bonnay épouse Jeanne de Grassay. En 1550, Gilbert de Bonay épouse Marguerite de Bar. Le dernier connu du nom à être seigneur de Bonnais est Paul, en 1613.

### Les d'Aubigny
Cette ancienne famille, connue dans la chevalerie en 1550, et en possession dans le Bourbonnais des terres de Nereux, Chameron et Gensac s'est notamment alliée aux maisons de Bigny, de Bort, de Bonnay, de Champfeu et d'Estampes. En 1669, Jean d'Aubigny est seigneur de Bonnais et d'Alligny.
L'an 1736, Bonnais voit la naissance de Jean-Claude-Gilbert d'Aubigny, qui mourra sur les Pontons de Rochefort pour avoir refusé de se soumettre à la constitution civile du clergé. De son vivant, il fut successivement vicaire à Saint Amand Montrond, curé de Saint-Pierre-les-Bois, de Notre-Dame-du-Fourchaud à Bourges (détruite lors du Grand incendie de Bourges), puis chanoine titulaire de la cathédrale Saint-Étienne de Bourges. Clandestinement réfugié au château de Madeau, voisin de Bonnais, on l'arrêta le 26 avril 1793 puis après avoir été écroué au couvent Saint François de Bourges, il fut déporté le 6 mars 1794.
En 1768, Antoine-François d'Aubigny est chevalier et seigneur de Bonnais. Les D'Aubigny possédèrent Bonnais jusqu'à la Révolution.

## Architecture

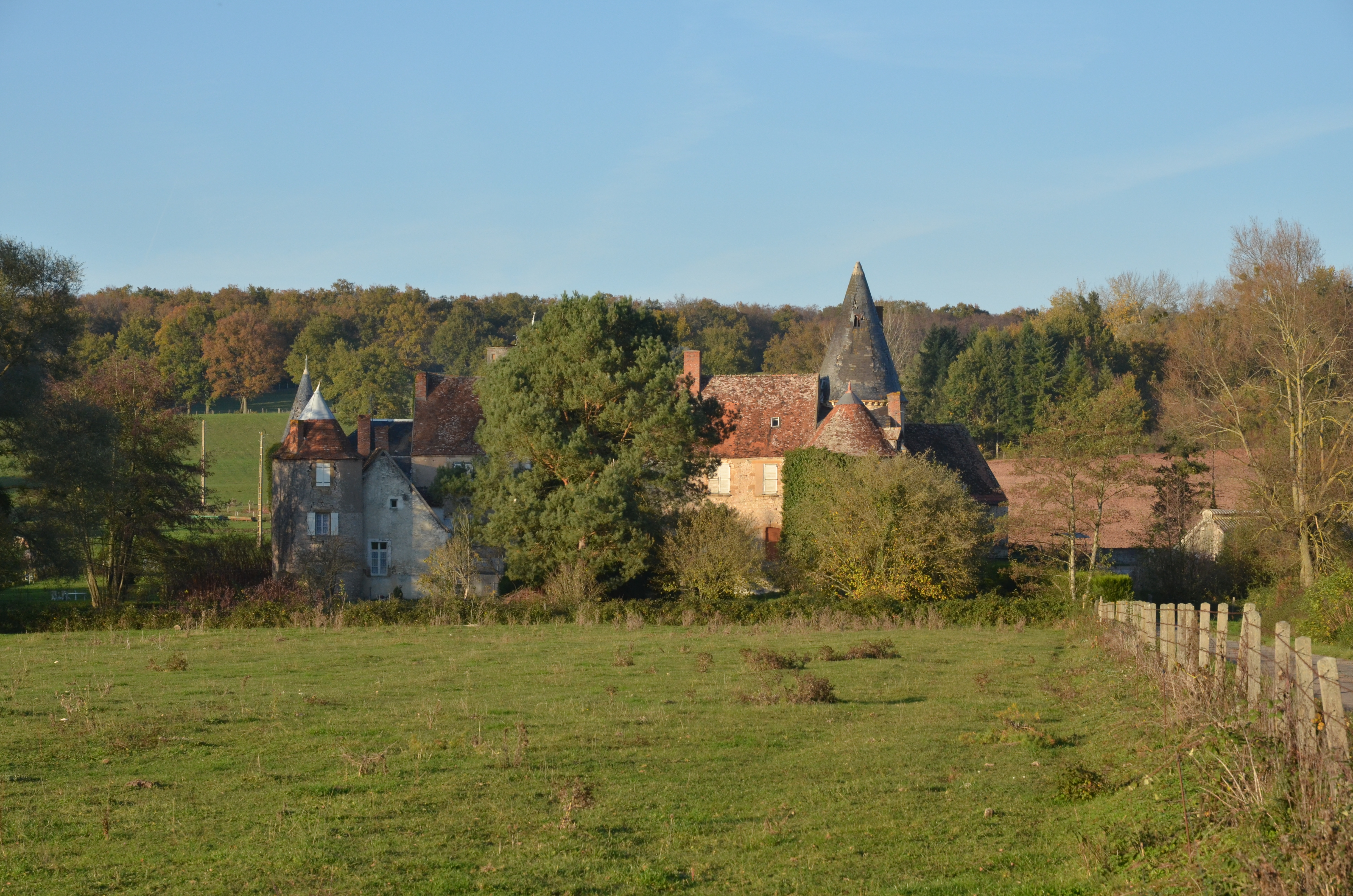
Vue d'ensemble en 2011.

Le château date pour l'essentiel de la fin du XVe siècle. Il est bâti sur le plan d'un carré, et compte six tours dont quatre tours d'angle, l'une abritant un pigeonnier. Au milieu de la façade vue de l'intérieur de la cour, l'escalier d'honneur est abrité par une tour de forme octogonale ramenée au carré dans sa partie haute par des encorbellements, on retrouve ce modèle notamment aux châteaux de Gien et Jallanges. L'accès aux étages supérieurs de cette dernière se fait par une tourelle ronde reposant sur des culs-de-lampe en doucine.
On note un portail à cintre de style Louis XIV et attribué au XVIIe siècle à l'Ouest.
Le ruisseau du Chignon, affluent de la Marmande, alimente les douves de l'édifice, de même que les douves du vieux Castel de Saint-Amand-Montrond.

## Valorisation du patrimoine
Une aile abrite un gîte. Le château de Bonnais, déjà grandement restauré, accueille depuis 5 ans le festival Trois Jours en Coust le 3e week-end d'août.